# Der Friede sei mit dir
Der Friede sei mit dir ("De vrede zij met u") (BWV 158) is een religieuze cantate voor bassolo van Johann Sebastian Bach.
Het werk is waarschijnlijk gecomponeerd rond 1730. Het is enkel bekend uit kopieën die na Bachs dood zijn opgedoken. Oorspronkelijk bestond het vermoedelijk uit meer dan enkel de delen voor bas. De cantate is bedoeld voor Derde Paasdag, i.e. de dinsdag na Pasen.